# Инцидент у острова Канхвадо
Инцидент у острова Канхвадо (яп. 江華島事件 Ко:като: дзикэн, кор. 강화도사건 Канхвадо сагон) — вооружённый конфликт между Японией и Кореей, произошедший в 1875 году в районе корейского острова Канхвадо недалеко от Сеула. Японская канонерская лодка «Унъё», которая приблизилась к корейским берегам, была обстреляна артиллерийской батареей острова. В ответ корабль уничтожил батарею, а его команда захватила соседний остров Ёнджондо.

## Предыстория
См.также: Дебаты о завоевании Кореи
Во второй половине XIX века Корейский полуостров стал ареной борьбы между несколькими имперскими державами, включая Россию и Францию, а также Китай и Японию.
После реставрации Мэйдзи японское правительство стремилось установить двусторонние дипломатические отношения с Чосонской Кореей. Корейская сторона отказывалась от японских предложений, соблюдая режим самоизоляции. Династия Чосон уже имела ограниченные контакты с японским островом Цусима и не желала развивать отношения с японцами, считая их «нецивилизованным» народом. В ответ официальный Токио выбрал путь политического давления на Корею. Японские военные корабли время от времени прибывали к корейским берегам, провоцируя корейцев.
Корея, ввиду её географической близости к Японии, рассматривалась последней как «нож, направленный в сердце Японии». Недопущение иностранного, особенно европейского, контроля над Кореей, а желательно взятие её под свой контроль, было главной целью японской внешней политики.

## Эскалация противоречий
После упразднения сёгуната Токугава новое правительство Японии 19 декабря 1868 года отправило к правительству корейского вана письмо, в котором сообщалось о создании нового правительства Японии.
Тем не менее, корейцы отказались принять письмо на том основании, что в нем содержались китайские иероглифы 皇 («император») и 勅 («императорский указ»). В соответствии с тогдашней политической системой, эти иероглифы подразумевали исключительное их использование в официальной переписке только в отношении китайского императора, так как они означали суверенную императорскую власть в Китае. Таким образом, использование этих символов японской стороной для представителей Чосонской Кореи казалось неприемлемым, так как это подразумевало равенство Императора Японии и императора Цин.
Китайские сановники предложили корейской стороне принять послание из Японии, потому как догадывались о планах властей Японии на тот момент относительно Цинского Китая и подчинённых ему Тайваня и Чосонской Кореи. Несмотря на ведении переговоров в высших правительственных кругах, на проведённых в мае 1875 года в Пусане совещаниях не был достигнут хоть какой-нибудь значительный прогресс. Напротив, напряжение между сторонами росло, так как корейцы по-прежнему отказывались признать претензии Японии на равенство с Китаем.

## Инцидент 20 сентября

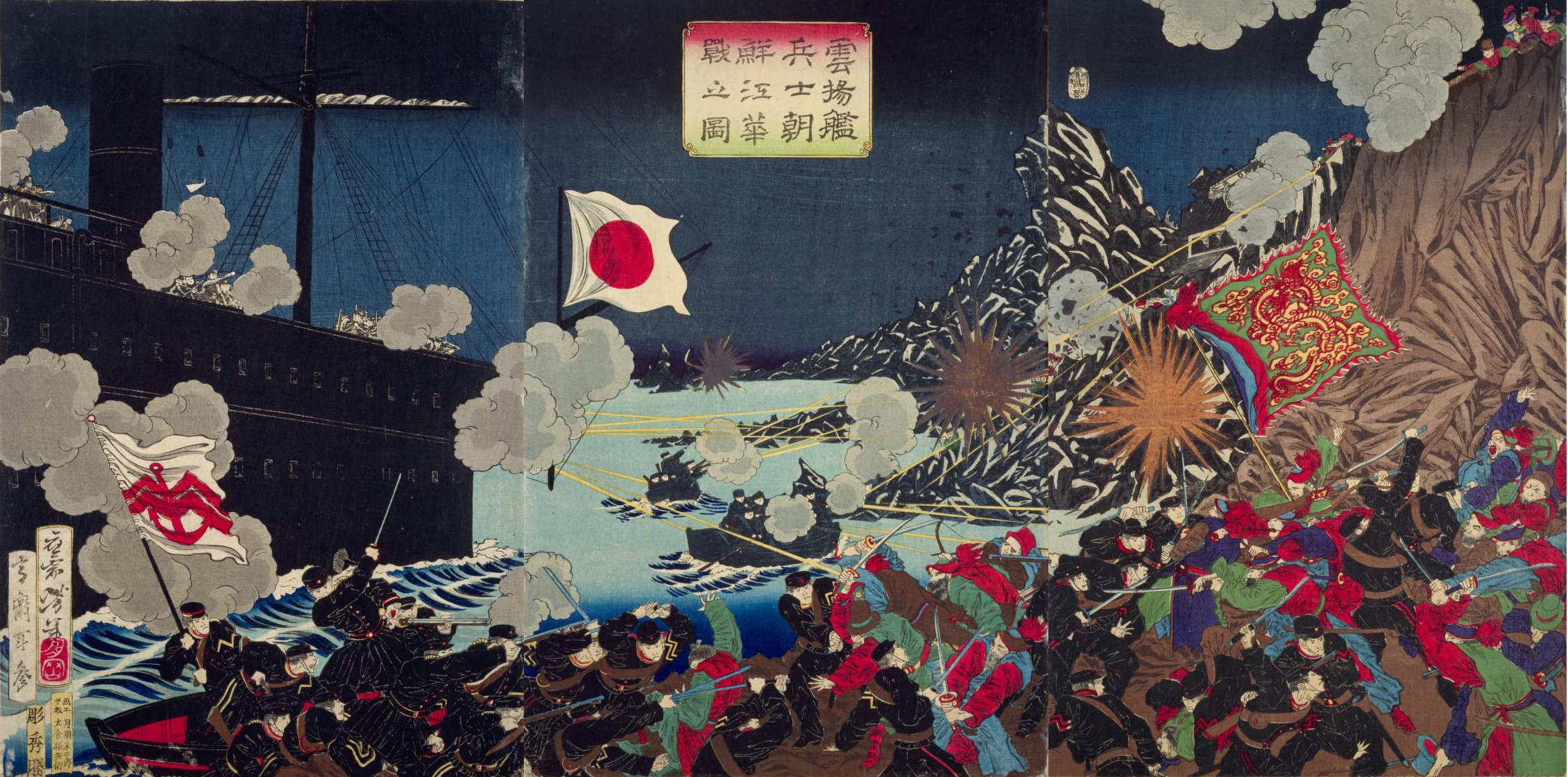
Высадка моряков с «Унъё»

20 сентября 1875 года японская канонерская лодка «Унъё», которой командовал Иноуэ Ёсика, вошла в прибрежные воды острова Канхвадо без разрешения корейской стороны. Официально этот японский военный корабль был направлен в конце лета того же 1875 года для обследования прибрежных вод Жёлтого моря. До этого он в составе гидрографической экспедиции, поднимаясь вверх по Восточно-Корейскому морю из порта Пусан, где во время переговоров он проводил «артиллерийские учения», пытаясь запугать феодальное правительство Кореи, занимался измерительными работами и даже заходил в залив Кымъя, совершая разведывательные акты, после чего вернулся в Нагасаки. «Унъё» двигался из Японии к берегам острова Канхвадо, открывавшего путь вдоль реки Ханган к сердцу Кореи — Сеулу.
Сам остров был местом ожесточённых столкновений между войсками корейских и иностранных сил в предыдущие десятилетия. В 1866 году остров был на короткое время занят солдатами французской экспедиции в Корее, а также в 1871 году американцами в период Синмиянё.
Остров располагался неподалёку от Сеула, корейской столицы, поэтому островная артиллерийская батарея обстреляла незваных гостей, так как воспоминания о столкновениях с иностранными интервентами были ещё свежи, и не было сомнений, что корейский гарнизон будет открывать огонь по любому приближающемуся иностранному судну.
Формально японцы хотели пополнить запасы питьевой воды на острове, но имели правительственную инструкцию спровоцировать конфликт. В 21-й день 8-го лунного месяца судно подошло к южной части острова Канхвадо. Капитан корабля Иноуэ отправил на шлюпках 20 японцев к форту Чхочжиджин. Когда лодки приблизились к форту, корейская артиллерия открыла огонь, оказавшийся, впрочем, неэффективным. «Унъё» не пострадала от обстрела, однако ответила огнём из пушек и уничтожила корейскую батарею. После этого корабль высадил японский десант на южном острове Ёнджондо, который сжёг местное поселение, убил в сражении 35 корейских граждан, 16 взял в плен и захватил 38 орудий в качестве трофеев. У японцев только двое получили лёгкие ранения. 28 сентября «Унъё» вернулась невредимой в порт Нагасаки.

## Последствия
Под предлогом этого инцидента японское правительство заставило корейскую династию Чосон приступить к переговорам, обвинив Корею в том, что именно корейская сторона спровоцировала инцидент. В результате этого военного похода японцы убедились в слабости корейской армии, а японское императорское правительство получило хороший повод для снаряжения ещё одного военного похода к берегам Кореи, с целью «выяснения обстоятельств» инцидента и имея твёрдое намерение подписать с Кореей неравноправный торговый договор по образцу тех, которые в 1850-е годы были заключены западными державами с Японией.
Императорский флот Японии блокировал корейские территориальные воды в непосредственной близости от побережья, а Токио, от имени которого в Корее действовала миссия Куроды, потребовал официальных извинений от правительства Чосон. В следующем, 1876 году, обе стороны заключили японско-корейский договор о дружбе. Это соглашение было неравноправным, поскольку предоставляло японским гражданам право экстерриториальности и лишало Корею таможенной автономии, открывая её для внешней торговли с Японией.